# Inès Esménard
Pour les articles homonymes, voir Esménard.
Inès Esménard, parfois appelée Inès d’Esménard, née aux alentours de 1786 à Paris et morte le 20 octobre 1884 à Auvers-sur-Oise, est une artiste peintre et miniaturiste française.

## Biographie
Inès Esménard est la fille de l’académicien Joseph Étienne Esménard. Probablement née vers 1786 à Paris,,, elle est la sœur de Nathalie Elma d'Esménard (en) (1798-1872), illustratrice botanique et peintre, ancienne élève de Pierre-Joseph Redouté.
Outre dans la peinture, Inès Esménard excelle également en musique et maîtrise plusieurs langues (français, anglais et espagnol).
Active à Paris où elle expose aux Salons de 1814 à 1851, elle exerce dans divers ateliers situés 6, rue Louis-le-Grand, puis 29, rue Taitbout en 1850.
Elle est élève de Jean-François Colson et Jean-Pierre Franque, pour la peinture à l’huile, et de Jean-François Hollier pour la miniature.
À l'occasion du Salon de 1817, le critique du Mercure de France la félicite en ces termes : « Croiriez-vous que ce joli portrait en costume gothique, est le coup d’essai d’une jeune personne de dix-sept ans, mademoiselle Inès d’Esménard, fille de l’auteur du poème de la Navigation, s’annonce avec un véritable talent ; la poésie et la peinture sont de la même famille. »
Lors du Salon de 1819, où elle obtient une médaille de 2e classe, elle présente les portraits de Mlle Mars et de Mlle Duchesnois, réalisés pour le comte Demidoff. Lors de ce salon, Étienne de Jouy mentionne que « les miniatures de mademoiselle Inès Esménard sont quelquefois de jolis tableaux ; tel est celui de mademoiselle Mars dans le rôle d’Agnès, et celui de mademoiselle Duchesnois dans le rôle d’Electre : cette jeune personne, depuis la dernière exposition, a fait des progrès qui la classent, honorablement parmi les peintres en miniature. »
Inès Esménard réalise par la suite divers portraits et des sujets tirés de l’opéra Le Château de Kénilworth (première à Paris en 1823) et du roman Le Renégat (1823). Sur ce dernier, l’éditeur de l’ouvrage, Bechet aîné, mentionne dans la préface qu’un tableau représentant « Agobar et Ezilda à la pyramide de Fabius au douzième livre […] est de Mlle Inès Esménard, et l’on assure qu’elle y a fait preuve d’un talent très remarquable. »
Lors du Salon de 1833, la critique écrit que « Mlle d’Esmenard a exposé deux jolis portraits bien modelés. Le fond de paysage du no 861 est bien traité ; la robe et les accessoires sont bien rendus. »
En 1835, la critique signale que la jeune fille de l’île de Cassos est « gracieusement et solidement peinte », et au Salon de 1840, qu’« une tête bien dessinée, deux bras nus et modelés avec grâce, des accessoires traités habilement recommandent un beau portrait de femme de mademoiselle Inès d’Esmenard, qui a fait preuve de savoir-faire dans ce portrait ainsi que dans celui du docteur E… D… . Ils sont remarquables par une bonne couleur. »
Inès Esménard souscrit, avec cinq cents autres personnalités, à l’ouvrage Mort d’un enfant impie, de Robert Antoine de Beauterne, publié en 1836. Elle présente sa dernière œuvre au Salon en 1851.
Dans les années 1870, Inès Esménard est établie successivement comme pensionnaire chez plusieurs couples d'Auvers-sur-Oise,. Elle meurt chez son logeur en 1884, « âgée d'environ quatre-vingt-dix ans » selon son acte de décès, célibataire et indigente.
Plusieurs ouvrages du XIXe siècle la citent,,,.

## Iconographie

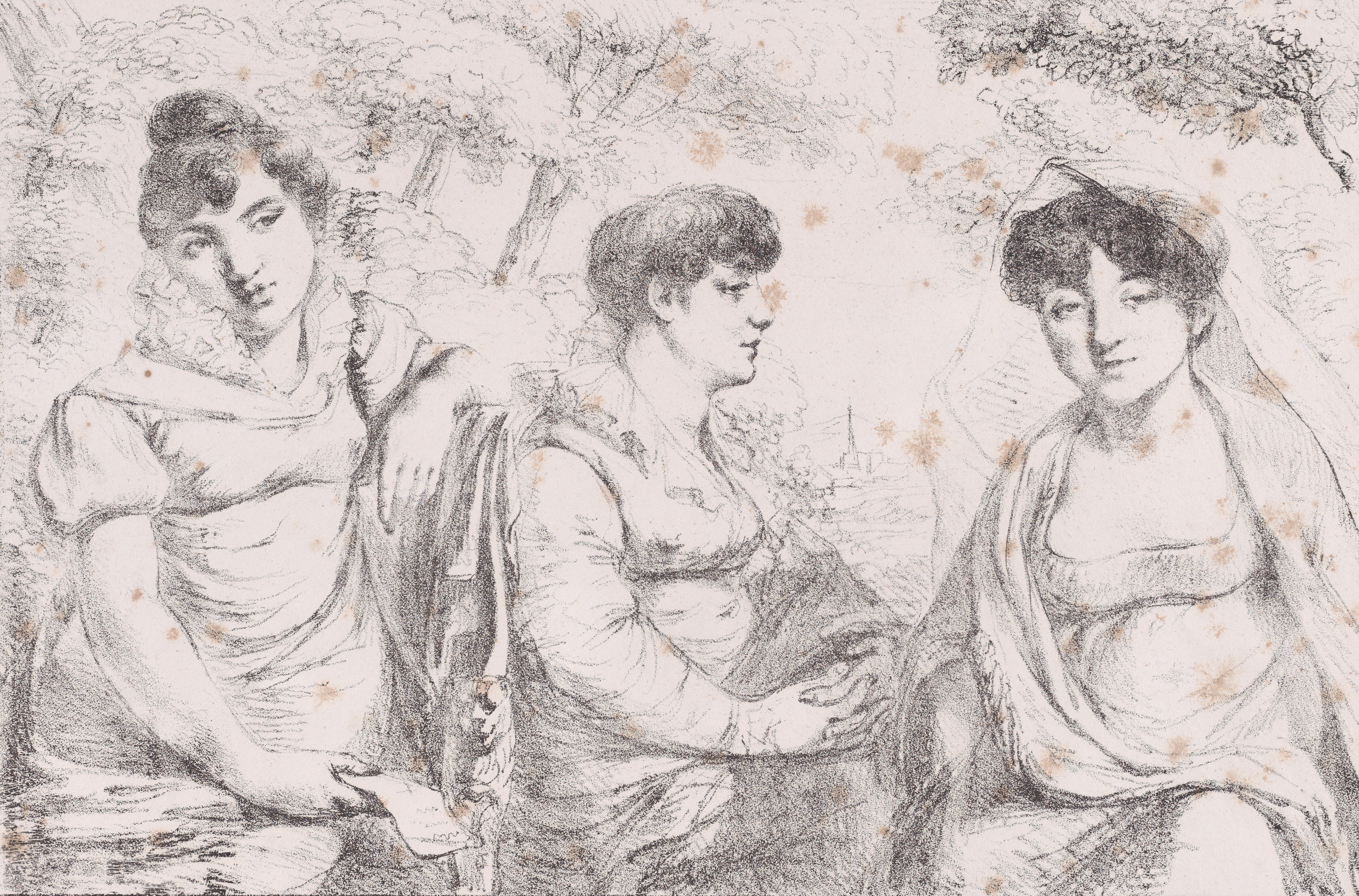
Dominique Vivant Denon, Les Délices de la campagne, lithographie, 1816. Inès Esménard apparaît à gauche, avec Lady Morgan, au centre et une troisième femme non identifiée.

Il existe plusieurs portraits d’Inès Esmenard. Jean-François Hollier en réalisa un alors qu’elle était son élève.
François-Joseph Navez étudiait à Paris auprès de Jacques-Louis David lorsqu'il peignit en 1815 des portraits individuels des sœurs Esmenard, Inès, Nathalie et Atala.
Dominique Vivant Denon réalisa, en 1816, une lithographie intitulée Les Délices de la campagne qui est un portrait de Mlle Esmenard, Miss Owenson (lady Morgan) et Mme X…, puis une seconde entre 1817-20, Mlle Esmenard, la représentant assise, lisant, avec derrière elle un chevalet et une toile.
Enfin, Inès Esmenard elle-même réalisa un autoportrait en 1839.

## Œuvres

### Peinture

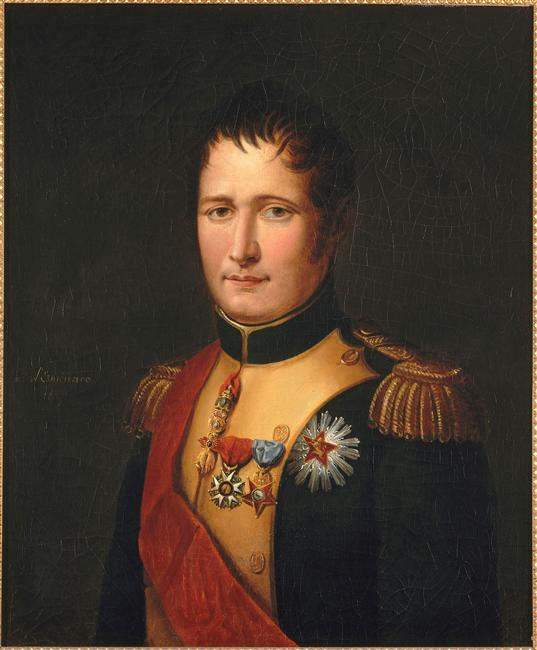
Portrait en buste de Joseph Bonaparte (1837), d'après François-Joseph Kinson, Ajaccio, musée de la Maison Bonaparte.

- Portrait de Mme E…, avec son enfant, Salon de 1814[20].
- Un officier au visage presque complet et en uniforme bleu, vers 1815, miniature, 4,5 cm, vente Christie’s Londres, 3 mars 1993, lot 111.
- Portrait de Mlle S…, en costume gothique, Salon de 1817[20].
- Portrait de Mademoiselle Mars, artiste du Théâtre-Français, dans le rôle d’Agnès, de l'école des Femmes (acte III, scène 2), 1819, miniature[20]
- Portrait de Mademoiselle Duchesnois, artiste sociétaire du Théâtre-Français, dans le rôle d’Electre, 1819, miniature[20].
- Portrait de jeune femme, 1819, miniature, 5,8 × 4,4 cm, Saint Quentin, musée Antoine-Lécuyer (N° inv. : 1977.3.1)[25].
- Portrait d’enfant, Salon de 1819[20].
- Portrait de Mme de B…, costume gothique, Salon de 1819[20].
- Portrait de M. P…, Salon de 1819[20].
- Portrait de Mme la comtesse de S…, Salon de 1819[20].
- Thomas Gordon et sa femme Barbara Kana, 1821, double miniature, Aberdeen, université d’Aberdeen. N° inv. : MS 1160/25/1[26].
- Jeune homme de trois-quarts en habit bleu et foulard blanc, 1821, miniature, 5,5 × 4,4 cm, vente Ferri, Paris, hôtel Drouot, 13 décembre 1991, lot 119.
- Jeune femme dans un escalier, 1822, huile sur toile, 31 × 33 cm, vente Bailly-Pommery & Associés, 30 juin 2003, lot 82.
- Jeune femme accoudée sur la balustrade d’un escalier, 1822, huile sur toile, 31 × 39,5 cm, vente Delvaux, Paris, hôtel Drouot Richelieu, 29 juin 2005, lot 116.
- Sujet tiré du château de Kenilworth de Walter-Scott, Salon de 1822[20].
- Agobar et Ezilda à la pyramide de Fabius, 1823, peinture tirée du roman Le Renégat (douzième livre).
- Portrait de M. Redouté, grande miniature, Salon de 1824[20].
- Scène d’intérieur gothique, Salon de 1824, œuvre référencée no 2197[27],[20].
- L’Abandon, Salon de 1824, no 2198[20],[27].
- Portrait de Mme Elisa Patterson, Salon de 1824, no 2199[20],[27].
- Portrait d’enfant, Salon de 1824, no 2200[20],[27].
- Un cadre de miniatures, Salon de 1824, no 2201[20],[27].
- Femme, en robe blanche rehaussée d’or et chapeau assorti, avec un châle bleu sur les épaules, 1826, miniature, 7 cm, vente Phillips, Londres, 10 novembre 1998, lot 180.
- L'Empereur Napoléon Ier vu de face en uniforme, 1826, miniature, 9,5 cm, vente Christie’s, 24 mai 2000, lot 182.
- Louise d'Albufera assise sur une chaise en bois tenant sa jeune sœur Marie portant un collier de corail, leur frère Napoléon duc d’Albufera se tenant derrière en costume noir, 1826, miniature, 5,9 cm, vente Christie’s, 2005, lot 239.
- Femme portant une robe blanche et or, 1826, miniature, 7 cm, vente au Royaume-Uni[réf. nécessaire], 8 septembre 1999.
- Portrait de femme en robe blanche et châle bleu, 1827, miniature, 6,6 cm, vente en France[réf. nécessaire], 28 avril 2004.
- Portrait de Mlle …, Salon de 1827[20].
- Portrait de C miniature, Salon de 1827[20].
- Une promenade dans la campagne, 1830, huile sur toile, 64,8 × 53,3 cm, vente Sotheby's, New York, 23 mai 1990, lot 173.
- Une bouquetière, Salon de 1831[28],[20].
- Portraits, Salon de 1831[20].
- Portrait de Mme R…, Salon de 1833, dont une œuvre référencée no 861[11]
- Portrait de l’auteur, Salon de 1833[11]
- Portrait de Mme L…, Salon de 1834, no 674[29],[20].
- Costume d’une jeune fille de l’île de Cassos, Salon de 1835, no 724[12],[20]
- Portrait en buste de Joseph Bonaparte, d'après François-Joseph Kinson, 1837, huile sur toile, 82 × 66 cm, Ajaccio, musée de la Maison Bonaparte, n° inv. : MM.40.47.546.
- Portrait d’une jeune fille en robe coupée d’un lacet blanc, 1838, huile sur toile, 50,8 × 61,96 cm, vente au Neal Sons & Fletcher, Woodbridge, 1er décembre 2004, lot 404.
- Autoportrait, 1839, huile sur toile, 24 × 19 cm, vente hôtel Drouot, Paris, 1er juin 2010.
- Portrait de Mme R…, Salon de 1840[13],[20].
- Portrait du docteur E… D…, Salon de 1840[13],[20].
- Portrait de Mme S. V…, Salon de 1850, no 1004[30],[20].

### Lithographie
- Costumes hollandais, danois et russes, Paris, éditeur Villain, 1821. 80 planches lithographiées en couleurs, 28,5 × 22 cm, dessinées par Mlle d'Esmenard, gravées et lithographiées par Villain.
- Collection de costumes étrangers…, Paris, chez Daudet, 1822, huit planches de costumes russes dessinées par Mlle d'Esmenard[31].